# IC 4733
IC 4733 је појединачна звијезда у сазвјежђу Змај која се налази на листи објеката дубоког неба у Индекс каталогу.
Деклинација објекта је + 64° 58' 3" а ректасцензија 18h 26m 38,1s.